# How Did We Get So Dark?
How Did We Get So Dark? è il secondo album in studio del gruppo musicale britannico Royal Blood, pubblicato il 16 giugno 2017 dalla Black Mammoth Records e dalla Warner Bros. Records.

## Antefatti
Le prime indiscrezioni relative a un secondo album del duo sono giunte il 1º aprile 2016, quando gli stessi Royal Blood hanno pubblicato a sorpresa il brano inedito Where Are You Now?, composto per la colonna sonora della serie televisiva statunitense di HBO, Vinyl. Il brano è stato successivamente incluso nella lista tracce dell'album, annunciato in via ufficiale dal gruppo l'11 aprile 2017.

## Composizione
Come quanto operato con il precedente album Royal Blood, anche How Did We Get So Dark? è costituito da dieci brani, con tematiche incentrate sulle relazioni e sulle rotture, come spiegato dal bassista e cantante Mike Kerr in un'intervista concessa alla rivista britannica NME:

## Promozione
Il 13 aprile 2017 i Royal Blood hanno pubblicato il singolo apripista dell'album, Lights Out, accompagnato dal relativo video musicale. Il brano ha ottenuto un buon successo nel Regno Unito, debuttando in vetta alla Official Rock & Metal Chart e alla decima posizione della Mainstream Rock Airplay stilata dalla rivista statunitense Billboard.
Pochi giorni più tardi hanno annunciato le prime date del tour promozionale in supporto album, partito il 17 maggio al Corn Exchange di Cambridge e proseguito nel solo Regno Unito. Il 16 maggio il duo ha pubblicato il videoclip per l'ottava traccia Hook, Line & Sinker, seguito il 2 giugno da quello per I Only Lie When I Love You, terza traccia dell'album.
In seguito all'uscita del disco, il gruppo si è esibito negli Stati Uniti d'America tra giugno e agosto, facendo ritorno in Europa tra ottobre e novembre 2017. Il 20 ottobre è stato pubblicato in Italia l'omonimo singolo How Did We Get So Dark?, promosso sei giorni più tardi dal relativo videoclip diretto da The Sacred Egg.
Il 14 febbraio 2018 è stata la volta del videoclip Look Like You Know, contenente filmati tratti dai loro tre concerti sold-out all'Alexandra Palace. Il 20 marzo è uscito negli Stati Uniti d'America il quarto singolo Hole in Your Heart.

## Tracce
Testi di Mike Kerr, musiche di Royal Blood.
1. How Did We Get So Dark? – 3:17
2. Lights Out – 3:56 (testo: Mike Kerr, John Barrett – musica: Royal Blood, John Barrett)
3. I Only Lie When I Love You – 2:49
4. She's Creeping – 3:23
5. Look Like You Know – 3:05
6. Where Are You Now? – 2:46
7. Don't Tell – 3:38 (testo: Mike Kerr, John Barrett – musica: Royal Blood, John Barrett)
8. Hook, Line & Sinker – 3:27
9. Hole in Your Heart – 3:46
10. Sleep – 4:16 (musica: Royal Blood, Patrick Berger)

7" bonus nell'edizione deluxe
- Lato A

1. Cheap Affection – 2:55

- Lato B

1. Half the Chance – 3:18

## Formazione
Gruppo
- Mike Kerr – basso, tastiera, voce
- Ben Thatcher – batteria, percussioni, Steinway D

Produzione
- Jolyon Thomas – produzione e ingegneria del suono (eccetto tracce 1 e 8)
- Royal Blood – produzione (eccetto tracce 1 e 8)
- Drew Bang – ingegneria del suono (eccetto tracce 1 e 8)
- Paul-Edoau Laurendau – assistenza tecnica (eccetto tracce 1 e 8)
- Tom Dalgety – produzione (tracce 1 e 8), produzione aggiuntiva (traccia 10), registrazione aggiuntiva (tracce 5, 6 e 9), missaggio
- Rob Brinkman – assistenza tecnica (tracce 1 e 8)
- Connor Panayi – assistenza tecnica (tracce 1 e 8)
- Justin Smith – registrazione aggiuntiva (traccia 6)
- Brian Lucey – mastering

## Classifiche
| Classifica (2017)          | Posizione massima |
| -------------------------- | ----------------- |
| Australia                  | 4                 |
| Austria                    | 13                |
| Belgio (Fiandre)           | 2                 |
| Belgio (Vallonia)          | 2                 |
| Canada                     | 8                 |
| Finlandia                  | 28                |
| Germania                   | 17                |
| Grecia                     | 19                |
| Irlanda                    | 4                 |
| Italia                     | 29                |
| Nuova Zelanda              | 6                 |
| Paesi Bassi                | 8                 |
| Polonia                    | 23                |
| Portogallo                 | 8                 |
| Regno Unito                | 1                 |
| Regno Unito (rock & metal) | 1                 |
| Repubblica Ceca            | 43                |
| Spagna                     | 25                |
| Stati Uniti                | 25                |
| Stati Uniti (alternative)  | 8                 |
| Stati Uniti (hard rock)    | 2                 |
| Stati Uniti (rock)         | 6                 |
| Stati Uniti (tastemakers)  | 6                 |
| Svizzera                   | 4                 |